# Хёршхаузен
Хёршхаузен (нем. Hörschhausen) — община в Германии, в земле Рейнланд-Пфальц. 
Входит в состав района Вульканайфель. Подчиняется управлению Кельберг.  Население составляет 147 человек (на 31 декабря 2010 года). Занимает площадь 2,38 км².